# نعمت‌الله (سیاستمدار)
نعمت‌الله (زاده: ۱۳۴۴ ولسوالی سروبی، ولایت کابل) سیاست‌مدار افغانستانی و نماینده مردم کابل در دوره پانزدهم مجلس نمایندگان افغانستان است.

## زندگی‌نامه
نعمت‌الله متولد ۱۳۴۴ از روستای نغلو ولسوالی سروبی ولایت کابل افغانستان است. وی دارای مدرک تحصیلی لیسانس از دانشگاه مدیکال کالج قاعد اعظم پاکستان است.

## دیگر فعالیت‌ها
- آمر/رئیس مرکز درمان سروبی.[۱]
- معاون ریاست صحت عامه کابل.[۱]
- ریاست برنامه‌ریزی وزارت صحت عامه.[۱]